# Вертикальные оси в движении
«Вертика́льные о́си в движе́нии» — супрематическая картина Ильи Чашника начала 1920-х годов.

## История

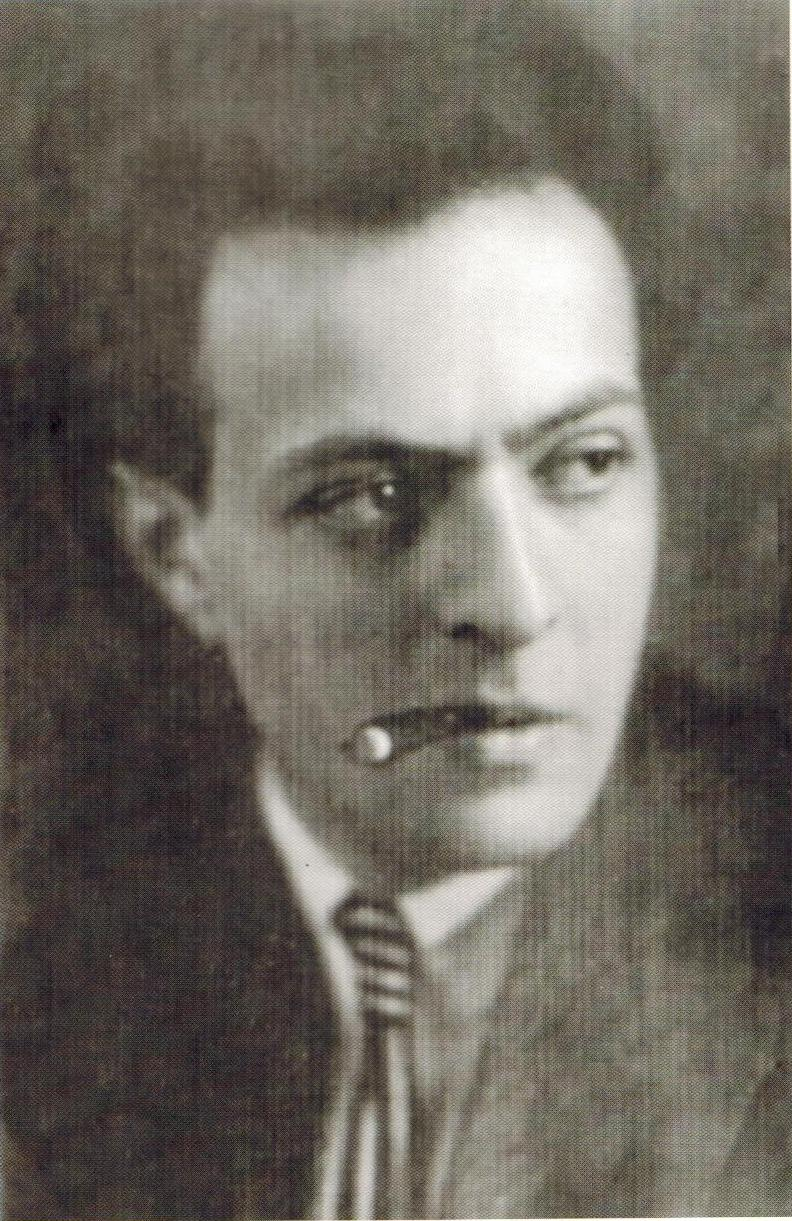
Илья Чашник. 1923

Одна из немногочисленных супрематических картин Ильи Чашника на одну из излюбленных им тем написана в начале 1920-х годов.
До 1959 года полотно находилось в Ленинграде в частной коллекции Б. М. Бродского, отец которого, Моисей Бродский, дружил с деятелями искусства 1910-1920-х годов. В 1959 году картину у Бродского купил Николай Федоренко, коллекционировавший помимо авангарда произведения китайских и японских мастеров. «Вертикальные оси в движении» были одним из самых любимых полотен Федоренко. В архиве семьи коллекционера хранится несколько фотографий, запечатлевших Федоренко рядом с картиной.

## Атрибуция
Химический анализ картины был сделан в Северо-Западном региональном центре судебной экспертизы Министерства юстиции РФ и ГосНИИР ведущим научным сотрудником, кандидатом наук С. А. Писаревой.
Технологическое исследование полотна было произведено в Государственном Русском музее.
Стилистический анализ картины показал, что её ближайшей композиционной и стилистической аналогией является графическая работа Чашника «Вертикальные оси в движении» (бумага, тушь, акварель; 29 х 21,8 см), сделанная в 1922—1923 годах. Эта акварель, в настоящее время находящаяся в галерее Л. Хаттена в Нью-Йорке, может быть интерпретирована как предварительная разработка живописной работы. Сравнение полотна с другими эталонными произведениями Ильи Чашника (особенности построения геометрических фигур, комплекс почерковых приёмов) также выявляет сходство с принципами пластического решения «Вертикальных осей в движении».
Некоторые эксперты, тем не менее, выражают сомнения в подлинности картины.